# Мэр (остров)
Мэр (англ. Mayor Island) — остров в Новой Зеландии. Административно находится в пределах территориальной власти новозеландского региона Бей-оф-Пленти.

## География
С точки зрения геологии, остров Мэр представляет собой спящий щитовой вулкан, расположенный в заливе Пленти, недалеко от острова Северный, примерно в 35 км к северу от города Тауранга. Остров, предположительно, сформировался в районе 120—35 тысяч лет назад. Общая площадь суши составляет около 12,77 км². Поверхность Мэра достаточно неровная, с крутым побережьем. Высшая точка, гора Опуахау, достигает 354 м.
На острове в изобилии имеются геотермальные источники, а также два небольших кратерных озера, Ароаротамахине (вода в нём зелёного цвета) и Те-Париту (вода чёрного цвета), расположенные в пределах двух параллельных кальдер, которые образовались в ходе бурного извержения 36 000 и 6340 лет назад. На Мэре происходило большое количество извержений различного типа: лавовые фонтаны, стромболианский, фреатический, плинианский типы извержений. Самые недавние излияния лавы происходили от 500 до 1000 лет назад.
На острове обитает большое количество разнообразных птиц, среди которых выделяются медосос-макомако и новозеландский туи. Также встречаются кукушечья иглоногая сова, новозеландский кака, серебряная белоглазка и другие птицы.

## История
Задолго до появления европейцев остров был заселён коренными жителями Новой Зеландии, народом маори, представители которого высоко ценили местный обсидиан, который использовался ими как режущий материал. По-маорийски обсидиан называется «тухуа». Точно такое же название было дано и острову. Кроме того, в мифах маори Тухуа было также названием острова Меэтиа, расположенном в легендарной Хаваики.
Европейским первооткрывателем Мэра стал британский путешественник Джеймс Кук, который открыл его 3 ноября 1769 года. Мореплаватель назвал остров в честь дня лорда-мэра, который должен был проводиться в Лондоне в ближайшие дни.
В 1836 году на Мэре высадились первые христианские миссионеры, деятельность которых сильно изменила жизнь местных маори. Одновременно с появлением на острове, как и в Новой Зеландии, первых европейцев роль обсидиана, а значит и острова Мэр, резко упала, поэтому большая часть островитян в поисках лучших условий жизни переселись в основную часть страны. Уже к концу XIX века остров стал необитаемым.
С 1953 года Мэр имеет статус заповедника и находится под управлением «Tuhua Trust Board». В 1993 году вдоль северного побережья острова был создан морской заповедник.

## Население
Согласно переписи 2006 года, Мэр является необитаемым, хотя в 2001 году на нём проживали 3 человека.